# 워 게임 (영화)
워 게임(The War Game)은 영국에서 제작된 피터 왓킨스 감독의 1965년 영화이다. 피터 그레이엄 등이 주연으로 출연하였고 피터 왓킨스 등이 제작에 참여하였다. 알려진 다른 제목은 전쟁 게임이다.
이 영화는 히로시마시의 원자폭탄 투하의 40주년이 되기 1주 전인 1985년 7월 31일 영국에서 텔레비전으로 방영되었다.

## 출연

### 주연
- 피터 그레이엄

### 조연
- 캐시 스태프
- 피터 왓킨스

## 제작진
- 의상: 바네사 클락

## 같이 보기
- 생존 영화